# Leipalingis
Leipalingis est une petite ville de l'Apskritis d'Alytus dans le sud de la Lituanie. En 2001, sa population de 1 736 habitants.

## Histoire
Avant la Seconde Guerre mondiale, le village compte une importante communauté juive, environ 20 % de la population totale 
Le 9 septembre 1941, 155 juifs sont assassinés lors d'une exécution de masse perpétrée par un einsatzgruppen d'Allemands et de policiers locaux.